# Schlemme
Schlemme ist eine Hofschaft in Halver im Märkischen Kreis im Regierungsbezirk Arnsberg in Nordrhein-Westfalen (Deutschland).

## Lage und Beschreibung
Schlemme liegt im südöstlichen Halver auf 350 Meter über Normalnull oberhalb des namensgleichen Bachs Schlemme, ein Nebenfluss der Volme. Der Ort ist über eine Nebenstraße zu erreichen, die zwischen Neuenherweg und Burg von der Landesstraße L528 abzweigt und auch Collenberg, Stichterweide und Sticht anbindet. Weitere Nachbarorte sind  Im Wiebusch, Sticht, Stichterweide, Halloh, Grund und der Herweger Schleifkotten. Südlich des Orts erhebt sich mit 408,2 Meter über Normalnull der Schlemmerberg.
Nördlich verläuft der von der Schleifkottenbahn GmbH betriebene Streckenabschnitt der Wuppertalbahn.

## Geschichte
Schlemme wurde erstmals 1863 urkundlich erwähnt. Die vermutlich um 1850 entstandene Siedlung war ein Abspliss der Hofschaft Sticht.